# إيفرت هيلم
إيفرت هيلم (بالإنجليزية: Everett Helm)‏ هو صحفي وملحن أمريكي، ولد في 17 يوليو 1913 في منيابولس في الولايات المتحدة، وتوفي في 25 يونيو 1999 في برلين في ألمانيا.